# Huang Haiqiang
Huang Haiqiang (chinesisch 黄 海强, * 8. Februar 1988 in Linhai) ist ein ehemaliger chinesischer Leichtathlet, der sich auf den Hochsprung spezialisiert hat.

## Sportliche Laufbahn
Erste internationale Erfahrungen sammelte Huang Haiqiang im Jahr 2005, als er bei den Jugendweltmeisterschaften in Marrakesch mit übersprungenen 2,27 m die Goldmedaille gewann und damit einen neuen Meisterschaftsrekord aufstellte. Anschließend nahm er an den Ostasienspielen in Macau teil und gewann auch dort mit 2,23 m die Goldmedaille. Im Jahr darauf gewann er dann bei den Hallenweltmeisterschaften in Pattaya mit 2,13 m die Bronzemedaille hinter dem Japaner Naoyuki Daigo und Salem Nasser Bakheet aus Bahrain. Anschließend siegte er mit 2,20 m bei den Juniorenasienmeisterschaften in Macau sowie mit einer Höhe von 2,32 m bei den Juniorenweltmeisterschaften in Peking.
Daraufhin nahm er erstmals an den Asienspielen in Doha teil und erreichte dort mit 2,05 m Rang 15. 2007 startete er bei den Weltmeisterschaften in Osaka, schied aber mit übersprungenen 2,19 m in der Qualifikationsrunde aus, und 2008 nahm er an den Olympischen Spielen in Peking teil, verpasste aber den Finaleinzug ohne eine gültige Höhe. 2009 sicherte er sich bei den Asienmeisterschaften in Guangzhou mit 2,23 m die Silbermedaille hinter dem Sri Lanker Manjula Kumara, und im Jahr darauf gewann er bei den Asienspielen ebendort mit einer übersprungenen Höhe von 2,19 m die Bronzemedaille hinter dem Katarer Mutaz Essa Barshim und Hiromi Takahari aus Japan. Er setzte seine sportliche Laufbahn bis ins Jahr 2013 fort und beendete dann bei den Nationalen Spielen in Shenyang seine aktive Karriere im Alter von 25 Jahren.
In den Jahren 2007, 2009 und 2010 wurde Huang chinesischer Meister im Hochsprung.

## Persönliche Bestleistungen
- Hochsprung: 2,32 m, 17. August 2006 in Peking
- Hochsprung (Halle): 2,15 m, 16. März 2007 in Shanghai